# آيت علي أوشعو (آيت لحسن أو يوسف)
آيت علي أوشعو هو دُوَّار يقع بجماعة لقصير، إقليم الحاجب، جهة فاس مكناس في المملكة المغربية. ينتمي الدوّار لمشيخة آيت لحسن أو يوسف التي تضم 11 دوار. يقدر عدد سكانه بـ 2261 نسمة حسب الإحصاء الرسمي للسكان والسكنى لسنة 2004.

## وصلات خارجية
- البوابة الوطنية للجماعات الترابية
- المندوبية السامية للتخطيط